# زيكي مور
زيكي مور (بالإنجليزية: Zeke Moore)‏ هو لاعب كرة قدم أمريكية أمريكي، ولد في 2 ديسمبر 1943 في توسكيجي في الولايات المتحدة.

## وصلات خارجية
- زيكي مور على موقع مرجع كرة القدم المحترفة.كوم (الإنجليزية)